# 13686 Kongozan
13686 Kongozan eller 1997 UL20 är en asteroid i huvudbältet som upptäcktes den 30 augusti 1997 av den japanske amatörastronomen Tomimaru Okuni vid Nanyō-observatoriet. Den är uppkallad efter det japanska berget Kongozan.
Asteroiden har en diameter på ungefär 11 kilometer och den tillhör asteroidgruppen Themis.